# Alice Faye
Alice Faye (ur. 5 maja 1915, zm. 9 maja 1998) – amerykańska aktorka filmowa i piosenkarka.

## Filmografia
- 1934: George White's Scandals jako Mona Vale
- 1936: Pasażerka na gapę jako Susan Parker
- 1937: W starym Chicago jako Belle Fawcett
- 1938: Szalony chłopak jako Stella Kirby
- 1939: Hollywoodzka kawalkada jako Molly Adair Hayden
- 1943: The Gang’s All Here jako Edie Allen
- 1978: The Magic of Lassie jako kelnerka

## Wyróżnienia
Została wyróżniona umieszczeniem gwiazdy z jej nazwiskiem w Hollywoodzkiej Alei Gwiazd (Hollywood Walk of Fame).